# Diocesi di Sion

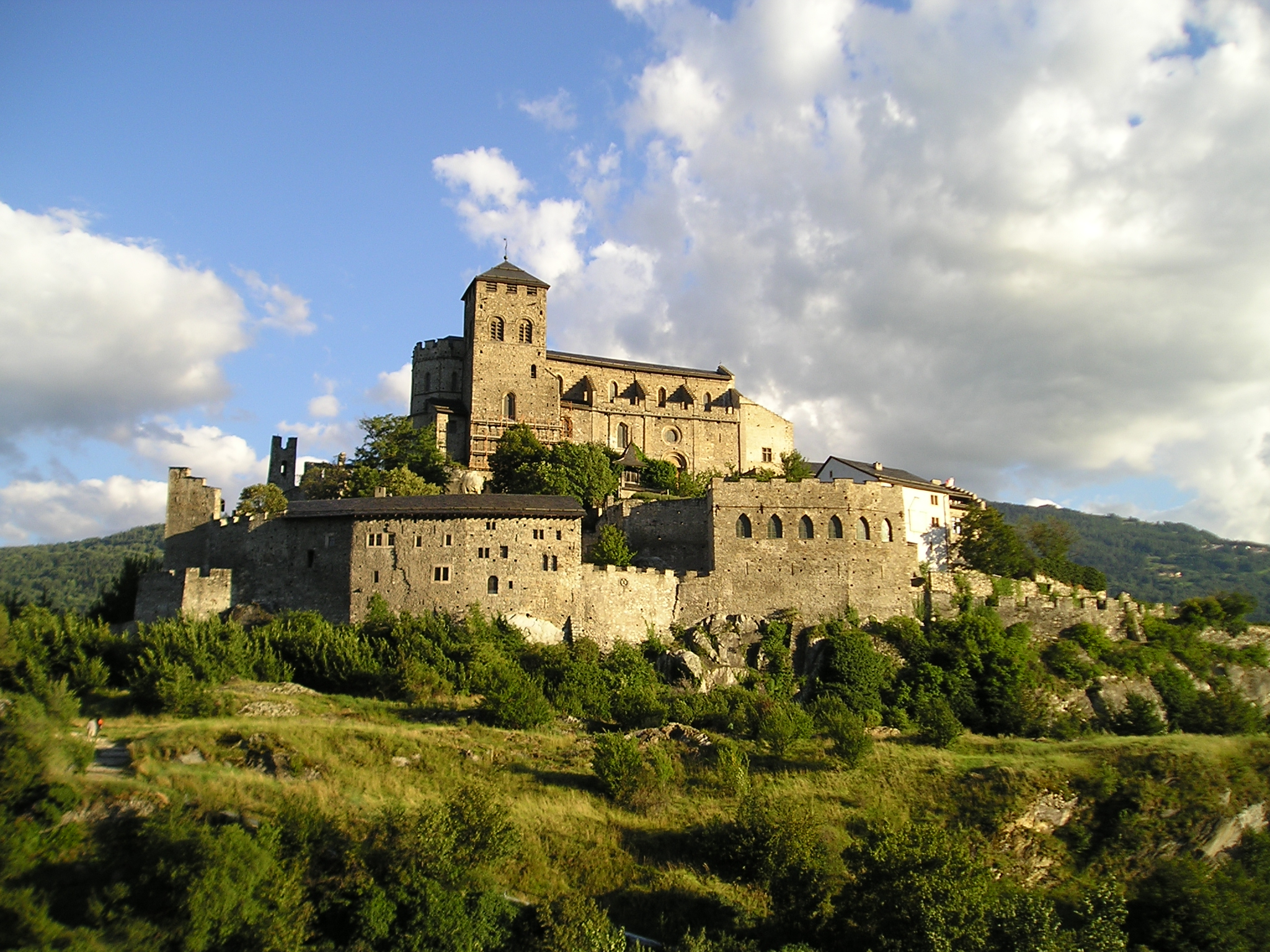
La basilica di Notre-Dame de Valère.

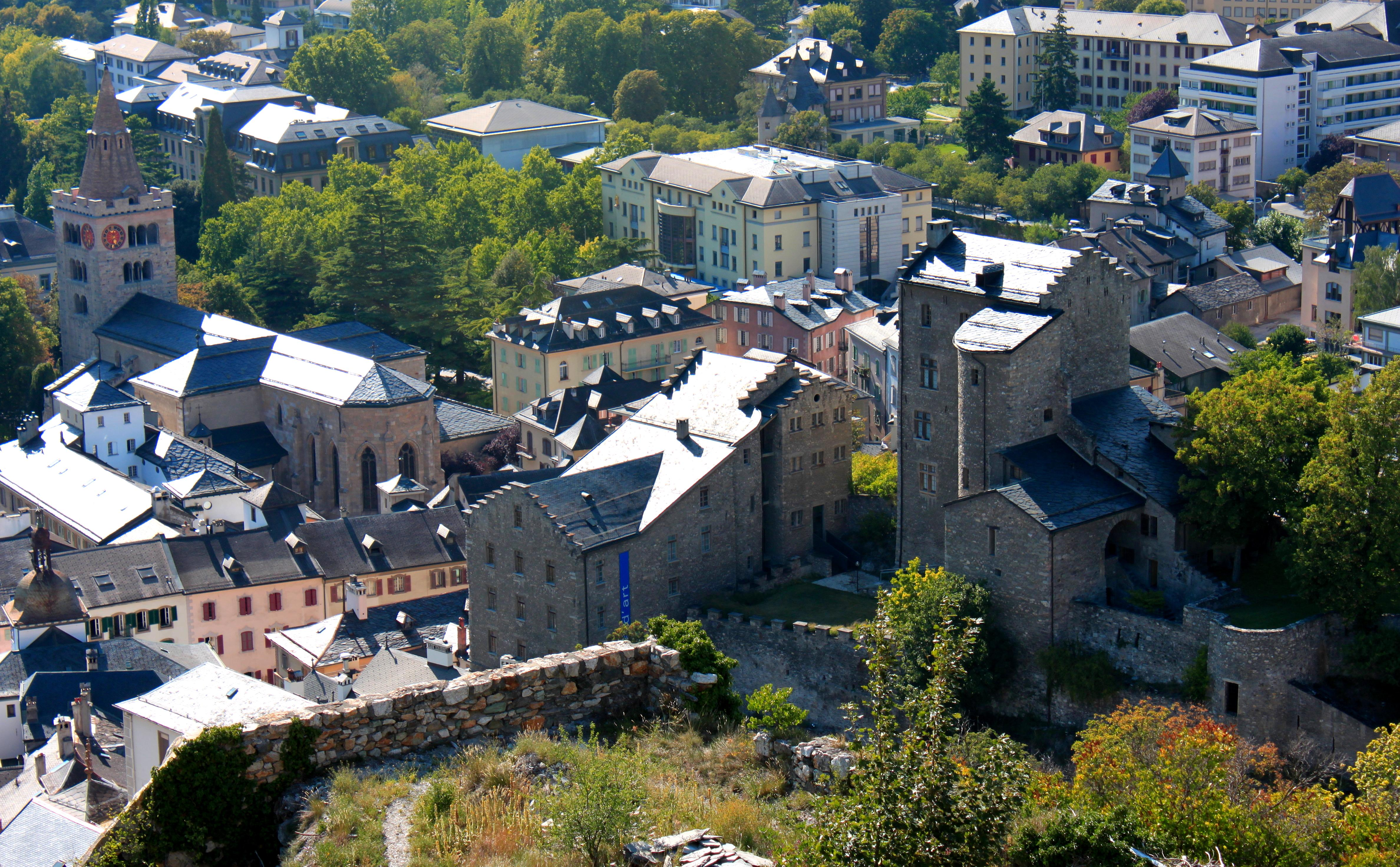
Il castello della Majorie, fu residenza dei vescovi di Sion dal 1373 al 1788.

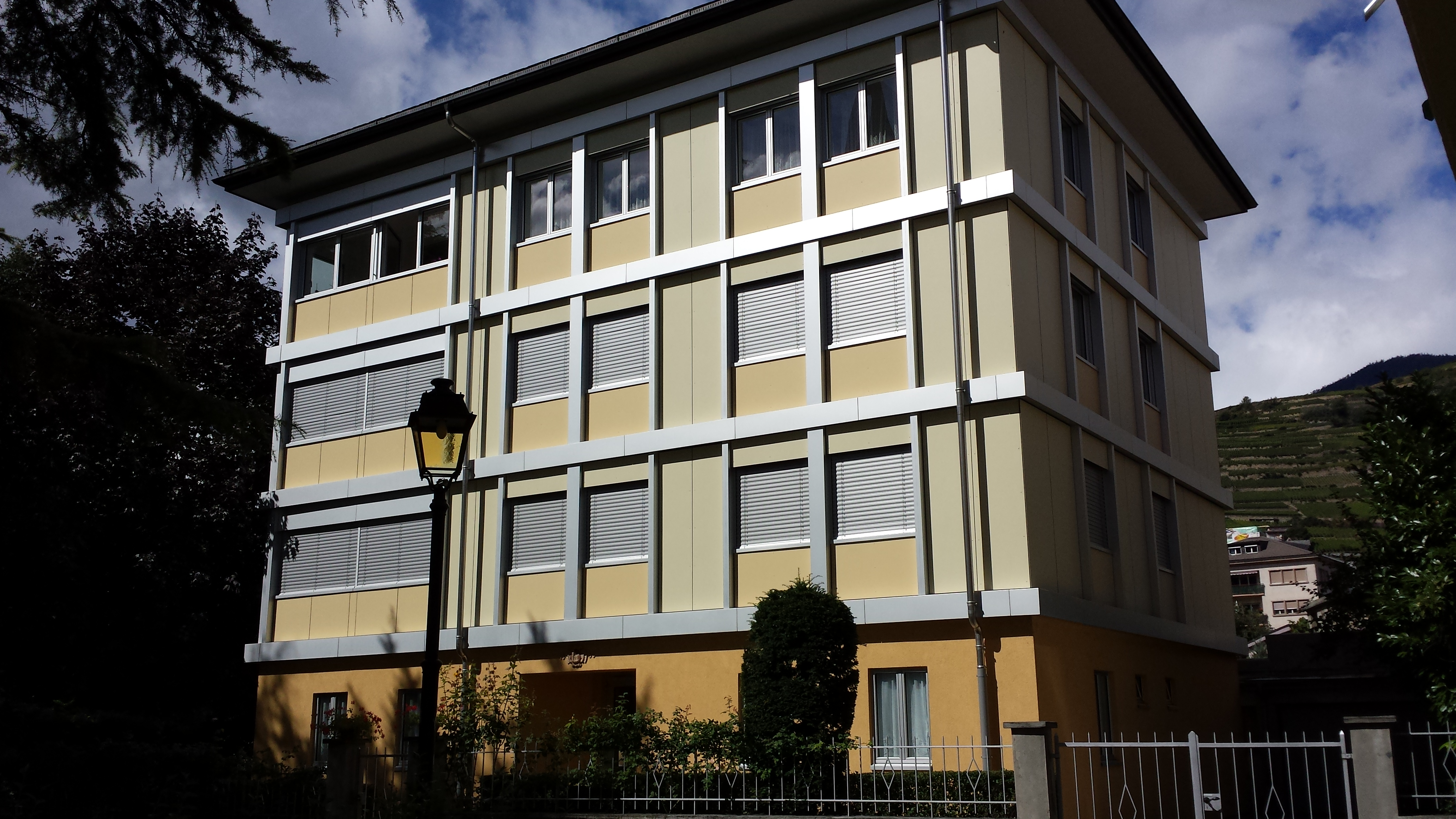
L'odierna sede che ospita gli archivi del capitolo della cattedrale di Sion.

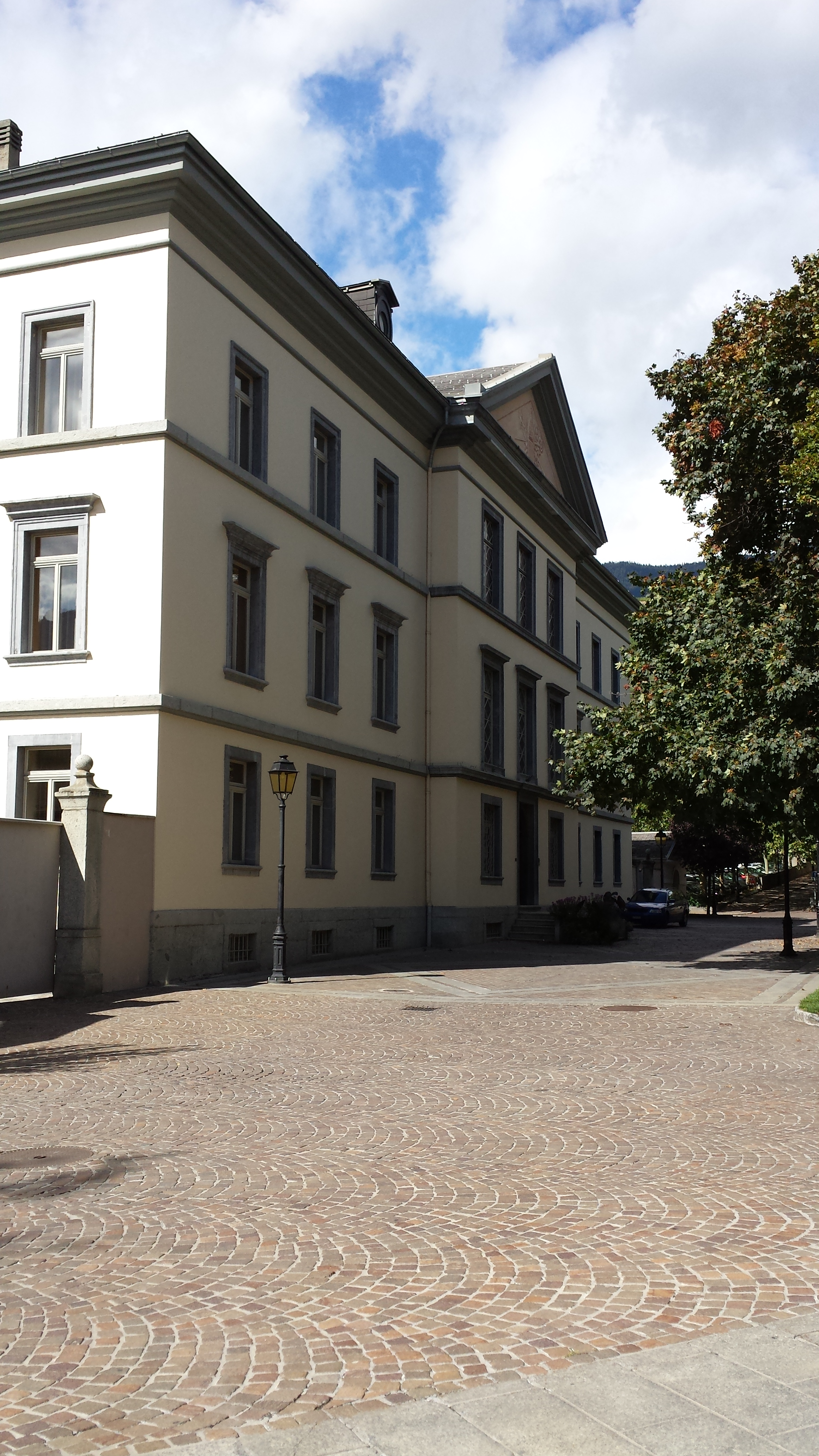
Il palazzo episcopale di Sion.

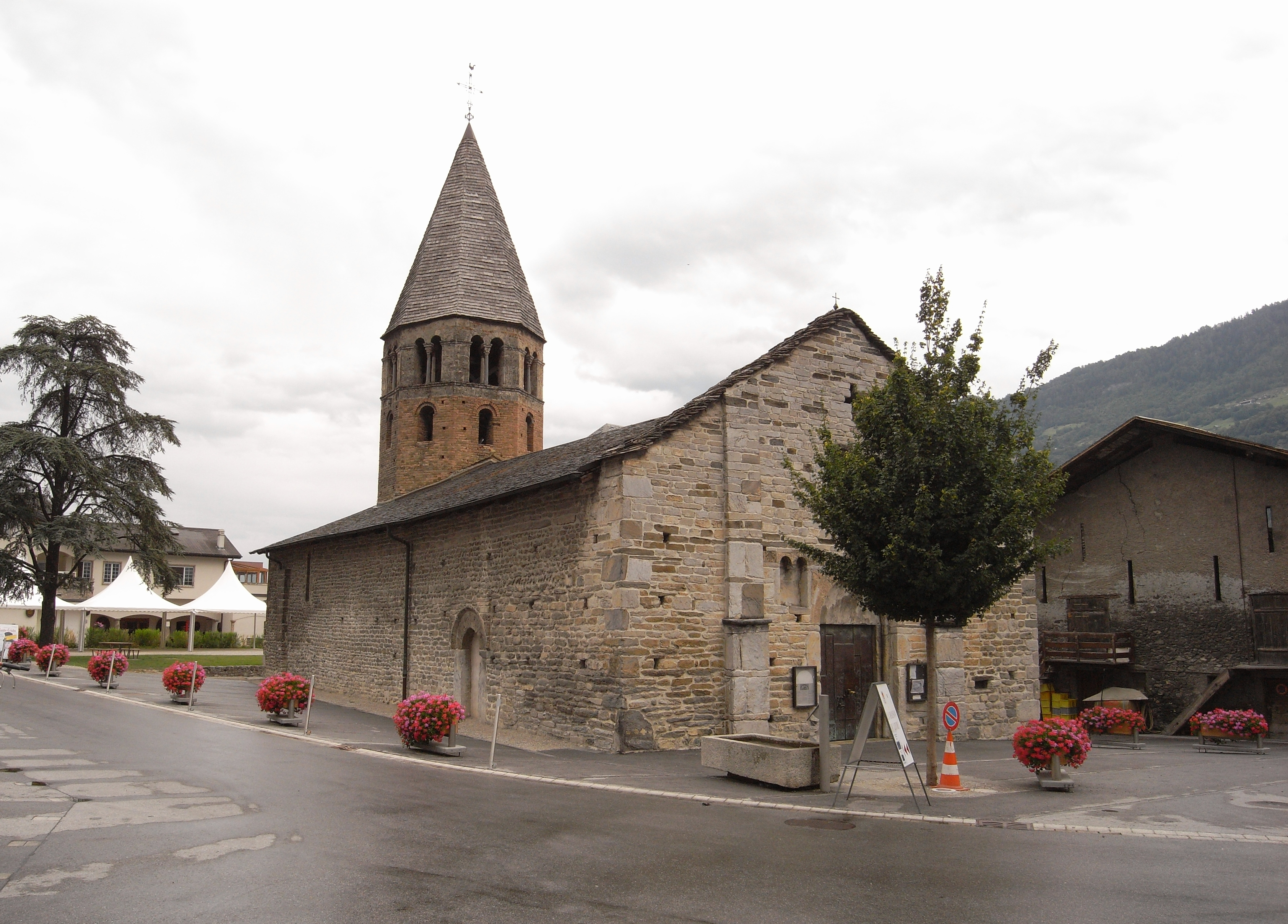
La chiesa romanica di Saint-Pierre-de-Clages nel comune di Chamoson.

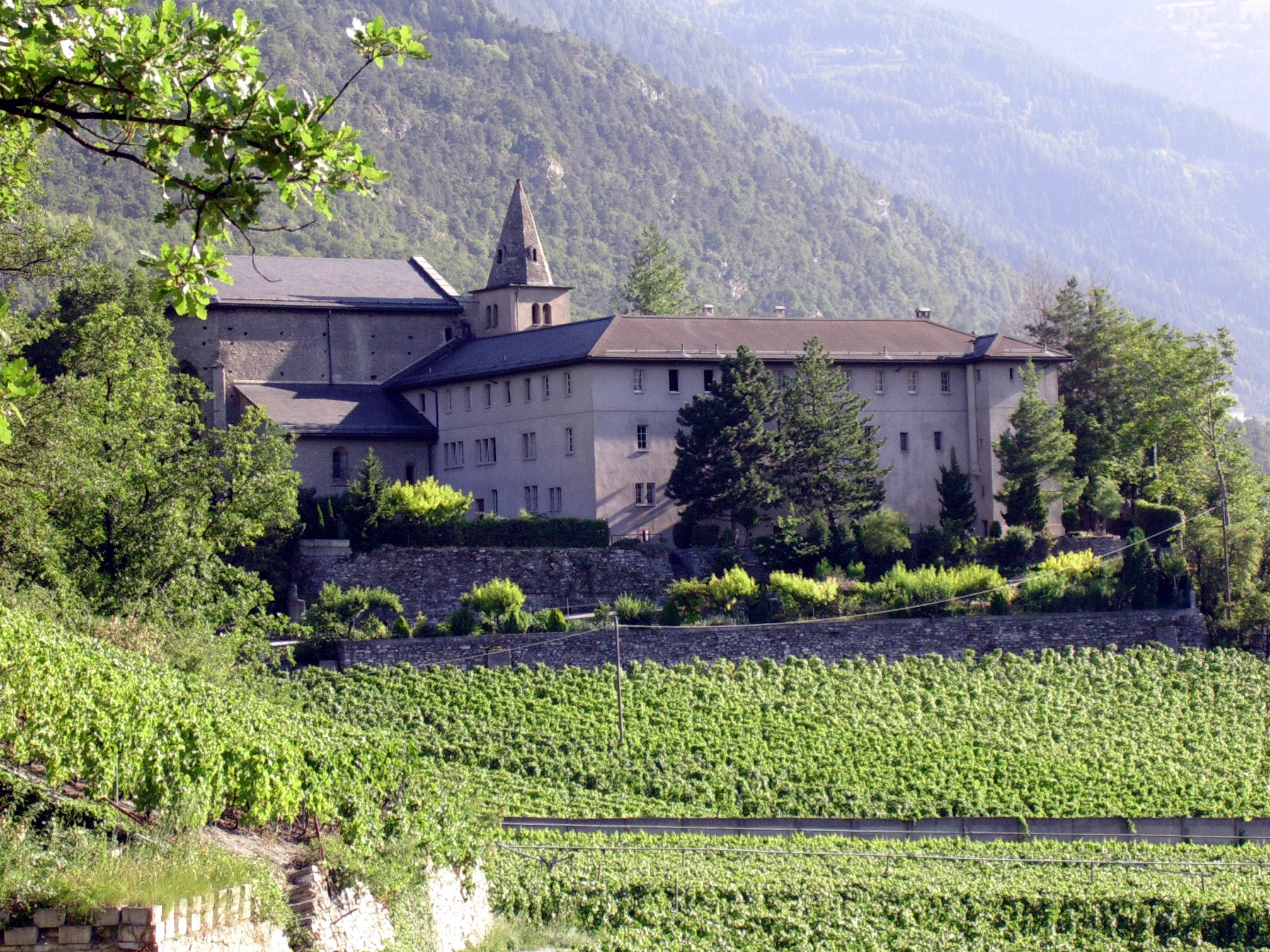
Il convento di Géronde, che ospitò il seminario della diocesi prima della rivoluzione francese.

La diocesi di Sion (in latino Dioecesis Sedunensis) è una sede della Chiesa cattolica in Svizzera immediatamente soggetta alla Santa Sede. Nel 2022 contava 258.243 battezzati su 362.380 abitanti. È retta dal vescovo Jean-Marie Lovey, C.R.B.

## Territorio
La diocesi comprende quasi per intero il Canton Vallese, in Svizzera. Ne sono esclusi il territorio di competenza dell'abbazia di San Maurizio d'Agauno e la parte svizzera della parrocchia di Saint-Gingolph, che appartiene alla diocesi di Annecy. Fa parte della diocesi anche parte del distretto di Aigle, nel canton Vaud.
Sede vescovile è la città di Sion, dove si trova la cattedrale di Nostra Signora di Sion.
Il territorio si estende su 5.589 km² ed è suddiviso in 150 parrocchie, distribuite in 12 decanati e 35 settori pastorali (secteurs pastoraux). I decanati della parte gemanofona della diocesi sono: Ernen, Briga, Visp, Raron e Leuk. I decanati della parte francofona sono: Sierre, Sion, Vex, Ardon, Martigny, Monthey e Aigle.

## Storia
La diocesi del Vallese è documentata per la prima volta nella seconda metà del IV secolo. Essa ha origine nell'antica diocesi di Octodurus, oggi Martigny, capitale del popolo dei Veragri, che assunse il nome di Forum Claudii Vallensium quando Roma conquistò queste terre e ne fece una civitas della provincia delle Alpi Pennine.
Primo vescovo conosciuto è san Teodoro o Teodulo, la cui firma si trova negli atti dei concili di Aquileia del 381 e di Milano del 390, e che oggi è il santo patrono della diocesi. Tra il 565 e il 585 la sede episcopale fu trasferita a Sion: il primo vescovo con il titolo Sedunensis fu Eliodoro, che si fece rappresentare al concilio di Mâcon del 585 da un missus Eliodori episcopi a Seduni. Non sono chiari i motivi che portarono i vescovi a trasferire la sede della diocesi: le ipotesi più probabili sono o le invasioni dei Longobardi oppure problemi di vicinanza e di rivalità con gli abati di Agauno.
Incerta è pure la suffraganeità della diocesi di Sion: non è chiaramente documentata l'appartenenza alla metropolia di Milano e in seguito a quella di Vienne; in epoca carolingia, tra il 794 e l'811, entrò a far parte della provincia ecclesiastica di Tarantasia, assieme alla diocesi di Aosta. Nel 1513 papa Leone X la rese immediatamente soggetta alla Santa Sede.
Nel 999 Rodolfo III di Borgogna concesse al vescovo Ugo e ai suoi successori il titolo di conti del Vallese, con poteri comitali su tutto il Vallese; quando la Borgogna fu annessa al Sacro Romano Impero, i conti-vescovi divennero principi dell'Impero, riunendo così i poteri spirituale e temporale nella loro diocesi. Questo potere temporale cessò nel 1798, anche se fin dal XVII secolo il titolo di principe era divenuto oramai solamente onorifico.
Il capitolo della cattedrale è attestato per la prima volta nel 1043 e i suoi più antichi statuti risalgono all'anno 1168; l'archivio capitolare è uno dei più importanti della Svizzera e comprende i più antichi atti notarili del Paese; nel 1919 ha rinunciato al diritto di eleggere i vescovi, seguito dalla rinuncia del Consiglio cantonale nel 1929: Jules-Maurice Abbet fu l'ultimo vescovo eletto congiuntamente da queste due istituzioni.
Dal libro delle decime sappiamo che tra il XIV ed il XV secolo la diocesi annoverava 66 parrocchie, suddivise in due decanati: quello del nord, germanofono, e quello del sud, francofono, divisi dal fiume Sionne. Alla fine del Settecento, la diocesi contava circa 97 parrocchie, suddivise in 10 decanati, introdotti nel XVII secolo. Poche erano le abbazie presenti nel territorio diocesano; oltre a quelle di Agauno e di San Pietro del Mont-Joux a Bourg-Saint-Pierre, sorte nel I millennio, sono documentate altre quattro abbazie benedettine nel XII secolo a Ayent, Granges, Port-Valais e Saint-Pierre-de-Clages.
La diocesi resistette bene ai tentativi dei riformatori di imporre il luteranesimo. Nel 1604 la dieta del Vallese riconobbe il cattolicesimo come religione ufficiale e questo comportò l'espulsione dalla diocesi di tutte le famiglie protestanti.
In attuazione delle decisioni del Concilio di Trento, i vescovi si impegnarono nel corso del XVII e XVIII secolo a visitare con assidua frequenza le parrocchie della diocesi. Nel 1748 fu eretto il seminario diocesano nel convento di Géronde (come di Sierre) ad opera del vescovo Johann Jakob Blatter.
La diocesi non ebbe a soffrire molto a causa della rivoluzione francese; il vescovo Joseph Anton Blatter dovette rifugiarsi per un certo periodo a Novara; nel 1802 la costituzione cantonale riconobbe nuovamente la religione cattolica come religione di Stato.
Nel 1822 Sion ha incorporato le parrocchie di Zwischbergen e Sempione, che erano appartenute alla diocesi di Novara; in questo modo la diocesi ha raggiunto i confini attuali. Tuttavia l'annosa questione dei confini e delle competenze tra la diocesi di Sion e l'abbazia territoriale di San Maurizio d'Agauno fu definitivamente risolta da papa Pio XI l'11 ottobre 1933 con la bolla Pastoralis cura.
Nel territorio diocesano, a Ecône, si trovano la casa-madre ed il seminario della Fraternità sacerdotale San Pio X fondata da Marcel Lefebvre.
Nel 1984 è aperto nei locali del palazzo episcopale, edificato nel 1838, il museo diocesano e del tesoro della cattedrale.

## Cronotassi dei vescovi
Gli studi condotti a partire dalla seconda metà dell'Ottocento, in particolare quelli di Jean Gremaud, hanno dimostrato che l'antica lista episcopale di Sion, riportata da Gallia christiana, è relativamente recente e comunque non anteriore al XVI secolo, non si riferisce a nessuna sicura tradizione, contiene evidenti errori e molti nomi di vescovi spuri.
Nella seguente cronotassi si omettono i periodi di sede vacante non superiori ai 2 anni o non storicamente accertati.

### Vescovi di Octodurus
- San Teodulo o Teodoro † (prima del 381 - dopo il 390)[6]
- Salvio † (menzionato nel 450 circa)
- Protasio I † (menzionato nel 490 circa)[7]
- Costanzo † (menzionato nel 517)
- Rufo † (prima del 541 - dopo il 549)
- Agricola † (menzionato nel 565)

### Vescovi di Sion
- Sant'Eliodoro † (menzionato nel 585)[8]
- Rustico ? † (menzionato nel 602/603)
- Leudemondo † (prima del 613 - dopo il 614)
- Dracoaldo † (menzionato nel 614 ?)[9]
- Protasio II † (menzionato nel 650)[10]
- Sant'Amato † (circa 660 - 690 deceduto)[11]
- Vilicario[12] † (prima del 762 - dopo il 765)
- Sant'Alteo † (fine VIII secolo)
- Adalongo † (primo quarto del IX secolo)
- Eiminio † (menzionato nell'825)[13]
- Gualtiero † (prima dell'877 - dopo l'899/910)
- Asmundo † (menzionato nel 932)
- Vulfino †
- Manfredo ? † (menzionato nel 940 circa)
- Vultcherio † (X secolo)[14]
- Amizone † (prima del 983 - dopo il 984 o 985)
- Hugues † (prima del 993/994 - dopo il 1018/1020)
- Eberhard de Bourgogne † (XI secolo)
- Aimone di Savoia † (prima del 1034 - 13 luglio 1054 deceduto)
- Ermenfroi † (circa 1054/1055 - dopo il 1087)[15]
- Gausbert † (? - prima del 1092 deceduto)
- Vilenc de Faucigny † (prima del 1107 - dopo il 1116)
- Boson † (prima del 1135 - prima del 1138 deceduto)
- San Guarino † (circa 8 marzo 1138 - 27 agosto 1150 deceduto)
- Louis † (1150 - circa 1162 deceduto)
- Amédée de la Tour † (1162 - dopo il 1168)
- Conon † (prima del 1179 - dopo il 1181)
- Guillaume † (prima del 1184 - 9 o 10 luglio 1196 deceduto)
- Nantelme d'Ecublens † (1196 - 12 maggio 1203 deceduto)
- Guillaume de Saillon † (circa 1203 - 3 luglio 1205 deceduto)
- Landric de Mont † (circa 1206 - prima del 10 aprile 1237 dimesso)
- Boson de Granges † (novembre 1237 - 31 gennaio 1243[16] deceduto)
- Heinrich von Raron † (1243 - 19 aprile 1271 deceduto)
- Rodolfo di Valpelline † (giugno 1271 - luglio 1273 deceduto)
- Pierre d'Oron † (dicembre 1273 - 18 febbraio 1287 deceduto)
  - Sede vacante (1287-1289)
- Boniface de Challant † (15 dicembre 1289 - 18 giugno 1308 deceduto)
- Aymon de Châtillon † (luglio 1308 - 16 luglio 1323 deceduto)
- Aymon de la Tour † (23 novembre 1323 - 24 aprile 1338 deceduto)
- Philippe de Chambarlhac † (22 maggio 1338 - 25 settembre 1342 nominato arcivescovo di Nicosia)
- Guichard Tavel † (25 settembre 1342 - 8 agosto 1375 deceduto)
- Edoardo di Savoia-Acaia † (27 novembre 1375 - 21 febbraio 1386 nominato arcivescovo di Tarantasia)
  - Guillaume de la Beaume † (27 aprile 1386 - ? deceduto) (obbedienza avignonese)
  - Humbert de Billens † (7 febbraio 1389 - 28 novembre 1392) (obbedienza avignonese)
- Henri de Blanchis de Vellate † (prima di febbraio 1389 - 16 luglio 1393 dimesso)
- Wilhelm von Raron I † (23 gennaio 1394 - 27 maggio 1402 deceduto)
- Wilhelm von Raron II † (12 luglio 1402 - 1417 espulso)
  - Andrea dei Benzi di Gualdo † (6 giugno 1418 - 20 aprile 1431 nominato vescovo) (amministratore apostolico)
- Andrea dei Benzi di Gualdo † (20 aprile 1431 - 17 aprile 1437) deceduto)
- Wilhelm von Raron III † (2 giugno 1437 - 30 gennaio 1451 deceduto)
- Guillaume-Hugues d'Estaing † (1º marzo 1451 - 11 settembre 1454 dimesso)
- Heinrich Asperling † (26 agosto 1454 - 15 dicembre 1457 deceduto)
- Walther Supersaxo von der Fluhe † (28 febbraio 1458 - 7 luglio 1482 deceduto)
- Jost von Silenen † (2 agosto 1482 - 15 aprile 1496 espulso)
- Niklaus Schiner † (31 agosto 1496 - 30 agosto 1499 dimesso)
- Matthäus Schiner † (20 settembre 1499 - 30 settembre 1522 deceduto)
  - Paolo Emilio Cesi † (12 novembre 1522 - 8 settembre 1529 dimesso) (amministratore apostolico)
- Adrian von Riedmatten I † (15 maggio 1542 - 17 marzo 1548 deceduto)
- Johannes Jordan † (13 giugno 1548 - 12 giugno 1565 deceduto)
- Hildebrand von Riedmatten † (20 febbraio 1568 - 4 dicembre 1604 deceduto)
- Adrian von Riedmatten II † (19 dicembre 1605 - 8 ottobre 1613 deceduto)
- Hildebrand Jost † (6 settembre 1614 - 16 maggio 1638 deceduto)
  - Bartholomäus Supersaxo von der Fluhe † (6 giugno 1638 - 16 luglio 1640 deceduto) (vescovo eletto)
- Adrian von Riedmatten III † (25 ottobre 1642 - 19 settembre 1646 deceduto)
- Adrian von Riedmatten IV † (22 agosto 1650 - 14 agosto 1672 deceduto)
- Adrian von Riedmatten V † (26 giugno 1673 - 20 maggio 1701 deceduto)
- Franz Josef Supersaxo von der Fluhe † (12 giugno 1702 - 1º maggio 1734 deceduto)
- Johann Jakob Blatter † (27 settembre 1734 - 19 gennaio 1752 deceduto)
- Johann Hildebrand Roten † (18 dicembre 1752 - 19 settembre 1760 deceduto)
- Franz Friedrich Am Buel † (25 maggio 1761 - 11 aprile 1780 deceduto)
- Franz Melchior Zen Ruffinen † (18 settembre 1780 - 14 giugno 1790 deceduto)
- Joseph Anton Blatter † (29 novembre 1790 - 19 marzo 1807 deceduto)
- Joseph François Xavier de Preux † (24 maggio 1807 - 1º maggio 1817 deceduto)
- Augustin-Sulpice Zen-Ruffinen † (25 maggio 1817 - 21 dicembre 1829 deceduto)
- Moritz-Fabian Roten † (21 marzo 1830 - 11 agosto 1843 deceduto)
- Peter-Josef de Preux † (8 novembre 1843 - 15 luglio 1875 deceduto)
- Adrian Jardinier † (19 agosto 1875 - 26 febbraio 1901 deceduto)
- Jules-Maurice Abbet † (26 febbraio 1901 succeduto - 11 luglio 1918 deceduto)
- Viktor Bieler † (26 maggio 1919 - 19 marzo 1952 deceduto)
- François-Nestor Adam, C.R.B. † (8 agosto 1952 - 22 giugno 1977 ritirato)
- Henri Schwery † (22 luglio 1977 - 1º aprile 1995 dimesso)
- Norbert Brunner (1º aprile 1995 - 8 luglio 2014 dimesso)
- Jean-Marie Lovey, C.R.B., dall'8 luglio 2014

## Statistiche
La diocesi nel 2022 su una popolazione di 362.380 persone contava 258.243 battezzati, corrispondenti al 71,3% del totale.
| anno | popolazione | popolazione | popolazione | presbiteri | presbiteri | presbiteri | presbiteri                | diaconi | religiosi | religiosi | parrocchie |
| anno | battezzati  | totale      | %           | numero     | secolari   | regolari   | battezzati per presbitero | diaconi | uomini    | donne     | parrocchie |
| ---- | ----------- | ----------- | ----------- | ---------- | ---------- | ---------- | ------------------------- | ------- | --------- | --------- | ---------- |
| 1950 | 145.000     | 150.000     | 96,7        | 405        | 259        | 146        | 358                       |         | 228       | 614       | 145        |
| 1970 | 190.800     | 215.000     | 88,7        | 463        | 276        | 187        | 412                       |         | 187       | 950       | 150        |
| 1980 | 212.000     | 240.000     | 88,3        | 431        | 231        | 200        | 491                       |         | 268       | 800       | 154        |
| 1990 | 215.500     | 248.400     | 86,8        | 380        | 201        | 179        | 567                       | 1       | 267       | 652       | 154        |
| 1999 | 225.562     | 270.982     | 83,2        | 312        | 166        | 146        | 722                       | 13      | 203       | 387       | 158        |
| 2000 | 225.562     | 270.982     | 83,2        | 303        | 153        | 150        | 744                       | 12      | 205       | 377       | 158        |
| 2001 | 225.562     | 270.982     | 83,2        | 290        | 158        | 132        | 777                       | 12      | 186       | 374       | 158        |
| 2002 | 225.562     | 270.982     | 83,2        | 289        | 156        | 133        | 780                       | 13      | 177       | 354       | 158        |
| 2003 | 225.133     | 296.057     | 76,0        | 274        | 151        | 123        | 821                       | 14      | 172       | 348       | 158        |
| 2004 | 225.133     | 296.057     | 76,0        | 263        | 147        | 116        | 856                       |         | 150       | 345       | 158        |
| 2010 | 235.735     | 309.202     | 76,2        | 233        | 139        | 94         | 1.011                     | 16      | 122       | 326       | 158        |
| 2014 | 247.700     | 322.000     | 76,9        | 223        | 136        | 87         | 1.110                     | 17      | 113       | 281       | 157        |
| 2017 | 265.739     | 358.213     | 74,2        | 216        | 131        | 85         | 1.230                     | 18      | 107       | 242       | 157        |
| 2020 | 260.971     | 358.213     | 72,9        | 166        | 142        | 24         | 1.572                     | 20      | 26        | 304       | 157        |
| 2022 | 258.243     | 362.380     | 71,3        | 152        | 129        | 23         | 1.698                     | 19      | 24        | 269       | 150        |